# Skovbær
Skovbær  er en betegnelse for (smagen af) flere forskellige slags røde/lilla/blå bær som f.eks jordbær, hindbær, brombær, blåbær, solbær og ribs som (i princippet) vokser i skoven. Ordet er primært en salgsbetegnelse der har vundet indpas i både produktnavne og opskrifter.
Skovbær bruges ofte i madlavning og desserter. De anvendes i kager, tærter og i marcipan. Desudoven findes der såvel yoghurt som te med skovbærsmag.
Ordet har ingen botanisk betydning, men på svensk har bølle-slægten (blåbärssläktet eller odonsläktet) tidligere været kendt som skogsbär. På andre sprog er skovbær-begrebet lige så vagt defineret som på dansk. På fransk kendes disse bær således som fruits rouges (røde frugter).
| Mad og drikke | Spire Denne artikel om mad og drikke er en spire som bør udbygges. Du er velkommen til at hjælpe Wikipedia ved at udvide den. |